# Північно-Банатський округ
Півні́чно-Бана́тський о́круг (серб. Севернобанатски округ) — адміністративний округ в Сербії, в складі автономного краю Воєводина. Адміністративний центр — місто Кікінда.

## Населення
Згідно з даними перепису 2002 року в окрузі проживало 335 901 особа, з них:
- угорці — 47,4%
- серби — 43,6%
- цигани — 2,4%
- югослави — 1,8%

## Адміністративний поділ
Округ поділяється на 6 общин:
| № | Община          | Площа, км² | Населення, осіб (2002, перепис) | Кількість нас. пунктів |
| - | --------------- | ---------- | ------------------------------- | ---------------------- |
| 1 | Ада             | 230,6      | 18 994                          | 5                      |
| 2 | Каніжа          | 402,1      | 27 510                          | 13                     |
| 3 | Кікинда         | 788,0      | 67 002                          | 10                     |
| 4 | Новий Кнежеваць | 298,8      | 12 975                          | 9                      |
| 5 | Сента           | 286,3      | 25 568                          | 5                      |
| 6 | Чока            | 330,1      | 13 835                          | 8                      |